# Javier Sagrera
Javier Sagrera (Torroella de Montgrí, Gerona; 12 de enero de 2004) es un piloto de automovilismo español. En 2024 resultó subcampeón de la Eurocup-3 con MP Motorsport, equipo con el que participó en el Campeonato de España de F4 y de GB3. En 2025 fue piloto de AIX Racing en las rondas de Melbourne y Sakhir del Campeonato de Fórmula 3 de la FIA.

## Trayectoria

### Inicios
En 2017 Sagrera participó en sus primeras competiciones nacionales y continentales de karting, consiguiendo el segundo puesto en la categoría junior del Campeonato de España de Karting, su logro más destacado ese año. El español pasaría a la categoría senior el año siguiente, terminando tercero en la misma serie, a solo dos puntos del campeón. Sagrera terminó su trayectoria en el karting a finales de 2019.
Sagrera debutó en monoplazas con MOL Racing en la última prueba de la temporada 2019 del Campeonato de España de F4 en el Circuit de Barcelona-Catalunya. A pesar de ser rookie, logró terminar la tercera carrera entre los diez primeros, aunque participaba como un piloto apto para puntuar. En 2020 siguió en el campeonato, esta vez compitiendo solamente en las primeras cuatro pruebas de la temporada para la misma escudería. Sin embargo, Sagrera sólo pudo sumar ocho puntos en las 12 carreras disputadas y acabó 21º en la clasificación.

### GB3 y Eurocup-3

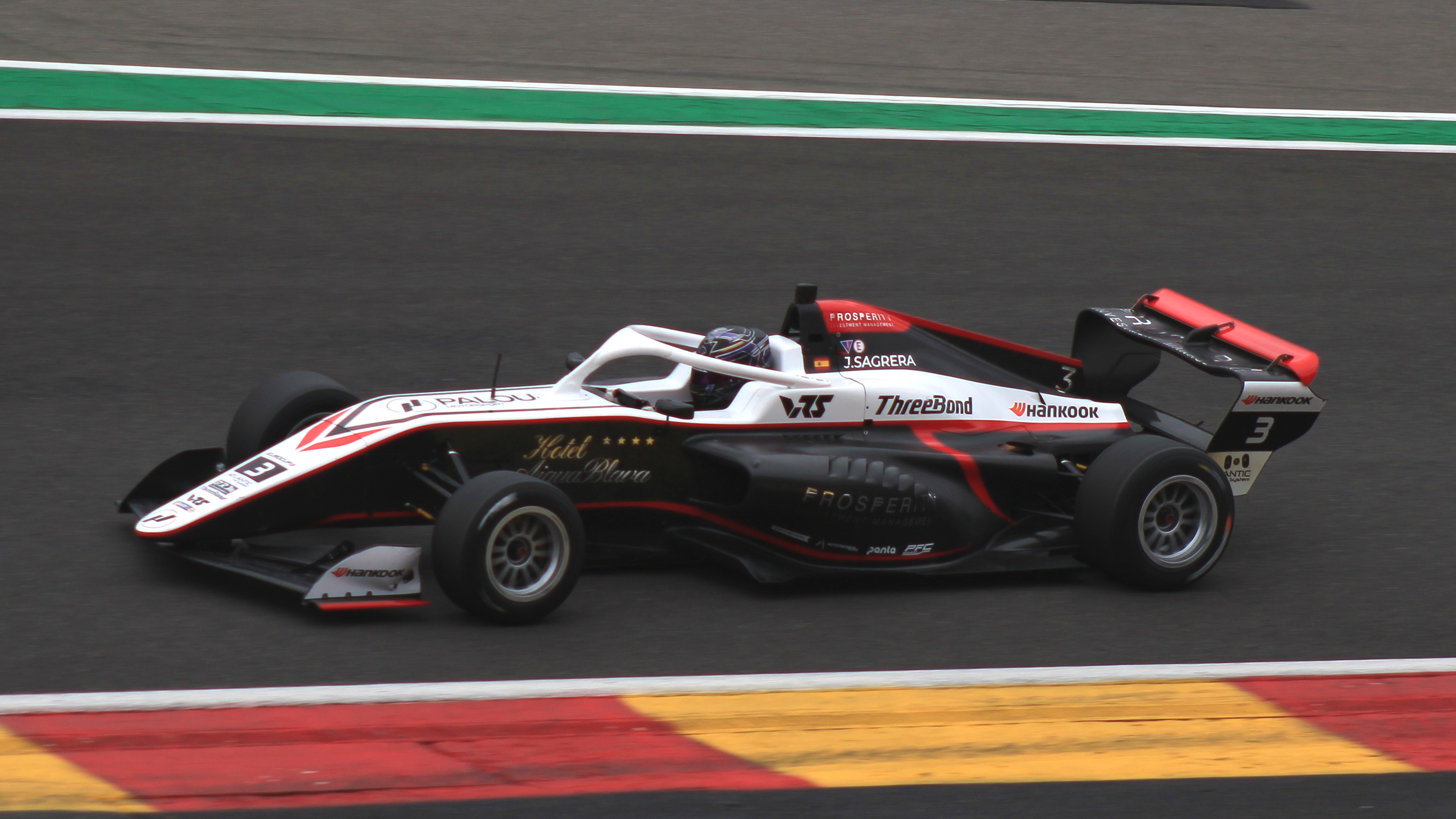
Sagrera durante la carrera de la Eurocup-3 de Spa (2023)

Sagrera dio el salto al Campeonato GB3 en 2021, formando pareja con el campeón junior de Ginetta Tom Lebbon y el mexicano José Garfias en Elite Motorsport.Comenzó su temporada con fuerza, consiguiendo un podio en su tercera carrera del año.  Pero no volvería a alcanzar ese logro durante la temporada, aunque solo se quedó sin terminar entre los diez primeros en cinco de las siguientes 16 carreras que disputó.
En 2022 cambió a la escudería Carlin, repitiendo una actuación calcada a la de 2022, con solamente un podio y una novena posición final en el campeonato. En 2023 decide inscribirse en el nuevo campeonato Eurocup-3 con la escudería de Álex Palou. Empieza irregular la temporada, aunque logrando tres podios. Sin embargo decido no terminar el campeonato, marchándose con MP Motorsport a disputar las dos últimas rondas de la temporada 2023 del Campeonato de Fórmula Regional Europea, donde no logró destacar.
En 2024 sigue con la escudería holandesa pero volviendo a la Eurocup-3, donde empieza la temporada ganando en el Circuito de Spa-Francorchamps, además de lograr la vuelta rápida. Durante la temporada se muestra como el piloto más sólido de la parrilla, logrando 3 victorias más y 10 podios totales de 15 carreras disputadas. En la última ronda se llevó el título por tan solo dos puntos frente a su principal rival durante la temporada: el singapurense Christian Ho. Sin embargo, tres meses después se anunciaba por el campeonato que Campos Racing ganaba la apelación reclamando la victoria del singapurense  en la carrera 1 de Barcelona, por lo que se le sumaban 7 puntos confirmándolo como nuevo campeón.

### FIA Fórmula 3
Sagrera competirá con AIX Racing para la temporada 2025 de Fórmula 3 de la FIA.

## Resumen de trayectoria
| Temporada | Series                                 | Escudería             | Carreras     | Victorias    | Poles        | VR           | Podios       | Puntos       | Pos.         |
| --------- | -------------------------------------- | --------------------- | ------------ | ------------ | ------------ | ------------ | ------------ | ------------ | ------------ |
| 2019      | Campeonato de España de F4             | MOL Racing            | 3            | 0            | 0            | 0            | 0            | 0            | NC†          |
| 2020      | Campeonato de España de F4             | MOL Racing            | 12           | 0            | 0            | 0            | 0            | 8            | 20.º         |
| 2021      | Campeonato GB3                         | Elite Motorsport      | 24           | 0            | 0            | 1            | 1            | 265          | 10.º         |
| 2022      | Campeonato GB3                         | Carlin                | 24           | 0            | 0            | 1            | 1            | 257.5        | 9.º          |
| 2023      | Eurocup-3                              | Palou Motorsport      | 12           | 0            | 0            | 0            | 3            | 89           | 8.º          |
| 2023      | Campeonato de Fórmula Regional Europea | MP Motorsport         | 4            | 0            | 0            | 0            | 0            | 0            | NC†          |
| 2024      | Eurocup-3                              | MP Motorsport         | 16           | 4            | 2            | 1            | 10           | 250          | 2.º          |
| 2024      | Campeonato GB3                         | Chris Dittmann Racing | 3            | 0            | 0            | 0            | 0            | 10           | 31.º         |
| 2025      | Campeonato de Fórmula 3 de la FIA      | AIX Racing            | Disputándose | Disputándose | Disputándose | Disputándose | Disputándose | Disputándose | Disputándose |
| 2025      | Campeonato de Fórmula Regional Europea | AKCEL GP              | Disputándose | Disputándose | Disputándose | Disputándose | Disputándose | Disputándose | Disputándose |
| Fuente:   |                                        |                       |              |              |              |              |              |              |              |

- † Sagrera era piloto invitado, por lo que no sumó puntos.

## Resultados

### Campeonato de España de F4
(Clave) (negrita indica pole position) (cursiva indica vuelta rápida)

| Año  | Escudería  | 1       | 2        | 3        | 4       | 5         | 6         | 7        | 8        | 9        | 10        | 11       | 12        | 13        | 14        | 15        | 16    | 17    | 18    | 19       | 20       | 21      | Pos. | Puntos |
| ---- | ---------- | ------- | -------- | -------- | ------- | --------- | --------- | -------- | -------- | -------- | --------- | -------- | --------- | --------- | --------- | --------- | ----- | ----- | ----- | -------- | -------- | ------- | ---- | ------ |
| 2019 | MOL Racing | NAV 1   | NAV 2    | NAV 3    | LEC 1   | LEC 2     | LEC 3     | ARA 1    | ARA 2    | ARA 3    | CRT 1     | CRT 2    | CRT 3     | JER 1     | JER 2     | JER 3     | ALG 1 | ALG 2 | ALG 3 | CAT 1 16 | CAT 2 11 | CAT 3 8 | NC†  | 0      |
| 2020 | MOL Racing | NAV 1 8 | NAV 2 13 | NAV 3 10 | LEC 1 9 | LEC 2 Ret | LEC 3 21† | JER 1 10 | JER 2 10 | JER 3 17 | CRT 1 Ret | CRT 2 11 | CRT 3 Ret | ARA 1 DNA | ARA 2 DNA | ARA 3 DNA | JAR 1 | JAR 2 | JAR 3 | CAT 1    | CAT 2    | CAT 3   | 21.º | 8      |

### Campeonato GB3
(Clave) (negrita indica pole position) (cursiva indica vuelta rápida)

| Año  | Escudería             | 1         | 2        | 3         | 4          | 5         | 6          | 7          | 8         | 9          | 10       | 11       | 12        | 13       | 14       | 15       | 16       | 17       | 18         | 19        | 20        | 21       | 22       | 23        | 24         | Pos. | Puntos |
| ---- | --------------------- | --------- | -------- | --------- | ---------- | --------- | ---------- | ---------- | --------- | ---------- | -------- | -------- | --------- | -------- | -------- | -------- | -------- | -------- | ---------- | --------- | --------- | -------- | -------- | --------- | ---------- | ---- | ------ |
| 2021 | Elite Motorsport      | BRH 1 12  | BRH 2 12 | BRH 3 2   | SIL1 1 4   | SIL1 2 5  | SIL1 3 Ret | DON1 1 9   | DON1 2 4  | DON1 3 111 | SPA 1 6  | SPA 2 7  | SPA 3 11  | SNE 1 15 | SNE 2 10 | SNE 3 18 | SIL2 1 9 | SIL2 2 7 | SIL2 3 124 | OUL 1 7   | OUL 2 Ret | OUL 3 46 | DON2 1 7 | DON2 2 11 | DON2 3 Ret | 10.º | 265    |
| 2022 | Carlin                | OUL 1 Ret | OUL 2 8  | OUL 3 111 | SIL1 1 Ret | SIL1 2 11 | SIL1 3 5   | DON1 1 Ret | DON1 2 10 | DON1 3 18  | SNE 1 7  | SNE 2 3  | SNE 3 104 | SPA 1 5  | SPA 2 8  | SPA 3 87 | SIL2 1 4 | SIL2 2 4 | SIL2 3 116 | BRH 1 Ret | BRH 2 8   | BRH 3 52 | DON2 1 7 | DON2 2 16 | DON2 3 113 | 9.º  | 257.5  |
| 2024 | Chris Dittmann Racing | OUL 1     | OUL 2    | OUL 3     | SIL 1      | SIL 2     | SIL 3      | SPA 1      | SPA 2     | SPA 3      | HUN 1 18 | HUN 2 14 | HUN 3 19  | ZAN 1    | ZAN 2    | ZAN 3    | SIL2 1   | SIL2 2   | SIL2 3     | DON 1     | DON 2     | DON 3    | BRH 1    | BRH 2     | BRH 3      | 31.º | 10     |

### Eurocup-3
(Clave) (negrita indica pole position) (cursiva indica vuelta rápida)

| Año  | Escudería        | 1        | 2       | 3         | 4         | 5       | 6       | 7       | 8       | 9       | 10      | 11       | 12        | 13      | 14      | 15    | 16      | 17      | Pos. | Puntos |
| ---- | ---------------- | -------- | ------- | --------- | --------- | ------- | ------- | ------- | ------- | ------- | ------- | -------- | --------- | ------- | ------- | ----- | ------- | ------- | ---- | ------ |
| 2023 | Palou Motorsport | SPA 1 13 | SPA 2 3 | ARA 1 10† | ARA 2 Ret | MNZ 1 4 | MNZ 2   | ZAN 1 5 | ZAN 2 8 | JER 1 3 | JER 2 7 | EST 1 13 | EST 2 6   | CRT 1   | CRT 2   | CAT 1 | CAT 2   |         | 8.º  | 89     |
| 2024 | MP Motorsport    | SPA 1    | SPA 2 C | RBR 1 8   | RBR 2     | POR 1 5 | POR 2 8 | POR 3 2 | LEC 1 3 | LEC 2   | ZAN 1   | ZAN 2 1  | ARA 1 Ret | ARA 2 1 | JER 1 2 | JER 2 | CAT 1 6 | CAT 2 6 | 2.º  | 250    |

### Campeonato de Fórmula 3 de la FIA
(Clave) (negrita indica pole position) (cursiva indica vuelta rápida puntuable)

| Año   | Escudería  | 1   | 1   | 2   | 2   | 3   | 3   | 4   | 4   | 5   | 5   | 6   | 6   | 7   | 7   | 8   | 8   | 9   | 9   | 10  | 10  | Pos. | Puntos | Ref.   |
| ----- | ---------- | --- | --- | --- | --- | --- | --- | --- | --- | --- | --- | --- | --- | --- | --- | --- | --- | --- | --- | --- | --- | ---- | ------ | ------ |
| 2025* | AIX Racing | MEL | MEL | SAK | SAK | IMO | IMO | MON | MON | BAR | BAR | SPI | SPI | SIL | SIL | SPA | SPA | BUD | BUD | MNZ | MNZ | 33.º | 0      | [ 13 ] |
| 2025* | AIX Racing | Ret | 15  | 23  | 24  |     |     |     |     |     |     |     |     |     |     |     |     |     |     |     |     | 33.º | 0      | [ 13 ] |

- * Temporada en progreso.